# 秋田市斎場
秋田市斎場（あきたしさいじょう）は秋田県秋田市外旭川字山崎にある市営の火葬場である。
1956年（昭和31年）8月に開設され、1982年（昭和57年）改築が行なわれた。旧斎場は5基の火葬炉が備えられていたが、老朽化と将来的な火葬の増加に伴う炉の不足を見越して2007年（平成19年）に12基の火葬炉を備える新斎場を同じ外旭川に着工。2011年（平成23年）9月に竣工し、同年11月1日に供用を開始した。なお、新斎場の稼働に伴って旧斎場と秋田市雄和平沢にあった雄和火葬場（火葬炉1基）が廃止されている。
秋田市民は基本的に無料で利用できる（例外規定あり）。年間の火葬件数は約4,000件（平成27年度）。

## 主な施設
| 火葬棟（1F） | 告別ホール、火葬炉12基、告別室3室、収骨室3室 |
| 待合棟（2F） | 待合ホール、待合室9室                        |

## アクセス
- 自動車
  - 秋田自動車道秋田北ICから南に県道72号経由で約10分（7キロメートル）
  - JR東日本（奥羽本線・羽越本線）秋田駅から北に県道233号経由で約11分（4キロメートル）
- 路線バス
  - 秋田中央交通バスでJR秋田駅西口から（12駅）水口入口バス停下車 北東に徒歩約10分。（850メートル）